# Abbas Jadidi
Abbas Jadidi (in persiano عباس جدیدی‎; Teheran, 13 gennaio 1969) è un ex lottatore e politico iraniano, specializzato nella lotta libera.

## Palmarès

### Olimpiadi
- 1 medaglia:
  - 1 argento (Atlanta 1996 nei 100 kg)

### Mondiali
- 3 medaglie:
  - 1 oro (Teheran 1998 nei 97 kg)
  - 2 bronzi (Atlanta 1995 nei 100 kg; Ankara 1999 nei 130 kg)

### Giochi asiatici
- 2 medaglie:
  - 1 oro (Bangkok 1998 nei 97 kg)
  - 1 argento (Busan 2002 nei 120 kg)

### Campionati asiatici
- 3 medaglie:
  - 2 ori (Ulan Bator 1993 nei 100 kg; Xiaoshan 1996 nei 100 kg)
  - 1 argento (Teheran 1992 nei 90 kg)